# Shine It On
Shine It On ist ein Lied der estnischen Sängerin Maarja Kivi. Das Stück wurde von Clyde Ward und David Brandes geschrieben und am 1. September 2006 als zweite Single Kivis in Deutschland, Österreich, Estland und der Schweiz veröffentlicht.

## Produktion und Hintergrund
David Brandes, der bereits Vanilla Ninja promotete, produzierte auch dieses Stück. Das Lied war eine Veröffentlichung bei Brandes eigenem Plattenlabel Icezone Music. Kivi war bei den ersten beiden Studioalben von Vanilla Ninja die Frontfrau der Band. Nachdem sie die Gruppe im Sommer 2004 wegen ihrer Schwangerschaft verlassen hatte, startete sie 2006 ein Comeback als Solokünstlerin. Im Januar 2006 erschien ihre erste Single Could You.

## Chartplatzierungen
| ChartsChartplatzierungen | Höchstplatzierung | Wochen |
| ------------------------ | ----------------- | ------ |
| Deutschland (GfK)        | 48 (5 Wo.)        | 5      |
| Österreich (Ö3)          | 53 (3 Wo.)        | 3      |